# Wolfenstein: The New Order
Wolfenstein: The New Order – gra komputerowa będąca połączeniem dwóch gatunków – przygodowej gry akcji oraz first-person shootera. Została stworzona przez studio MachineGames i wydana przez Bethesda Softworks 20 maja 2014 roku na platformy Microsoft Windows, PlayStation 3, PlayStation 4, Xbox 360 i Xbox One. Jest pierwszą główną odsłoną serii od czasu wydanego w 2009 roku Wolfensteina. Osadzona w alternatywnych latach 60. XX wieku, w świecie, w którym III Rzesza wygrała II wojnę światową, historia opowiada o weteranie wojennym Williamie „BJ-u” Blazkowiczu i jego wysiłkach mających na celu powstrzymanie dominacji nazistów nad światem.
Prace nad grą rozpoczęto w 2010 roku, niedługo po tym, jak id Software przekazało prawa do franczyzy szwedzkiemu producentowi MachineGames. Zespół produkcyjny określił The New Order jako przygodową grę first-person shooter, czerpiącą inspiracje z poprzednich odsłon serii, a zwłaszcza koncentrowania się na elementach walki i przygodowych. Próba pogłębienia postaci Blazkowicza to zerwanie z dotychczasową tradycją serii – twórcy postawili na takie rozwiązanie, aby bardziej zainteresować gracza historią. Produkcja gry podzielona była pomiędzy kilka studiów na całym świecie. The New Order zebrał głównie pozytywne recenzje, w których chwalono przede wszystkim walkę i narrację. W zestawieniach na koniec 2014 roku różnych serwisów i magazynów poświęconych grom komputerowym produkcja otrzymała nominacje m.in. do tytułu gry roku i najlepszej strzelaniny.

## Fabuła

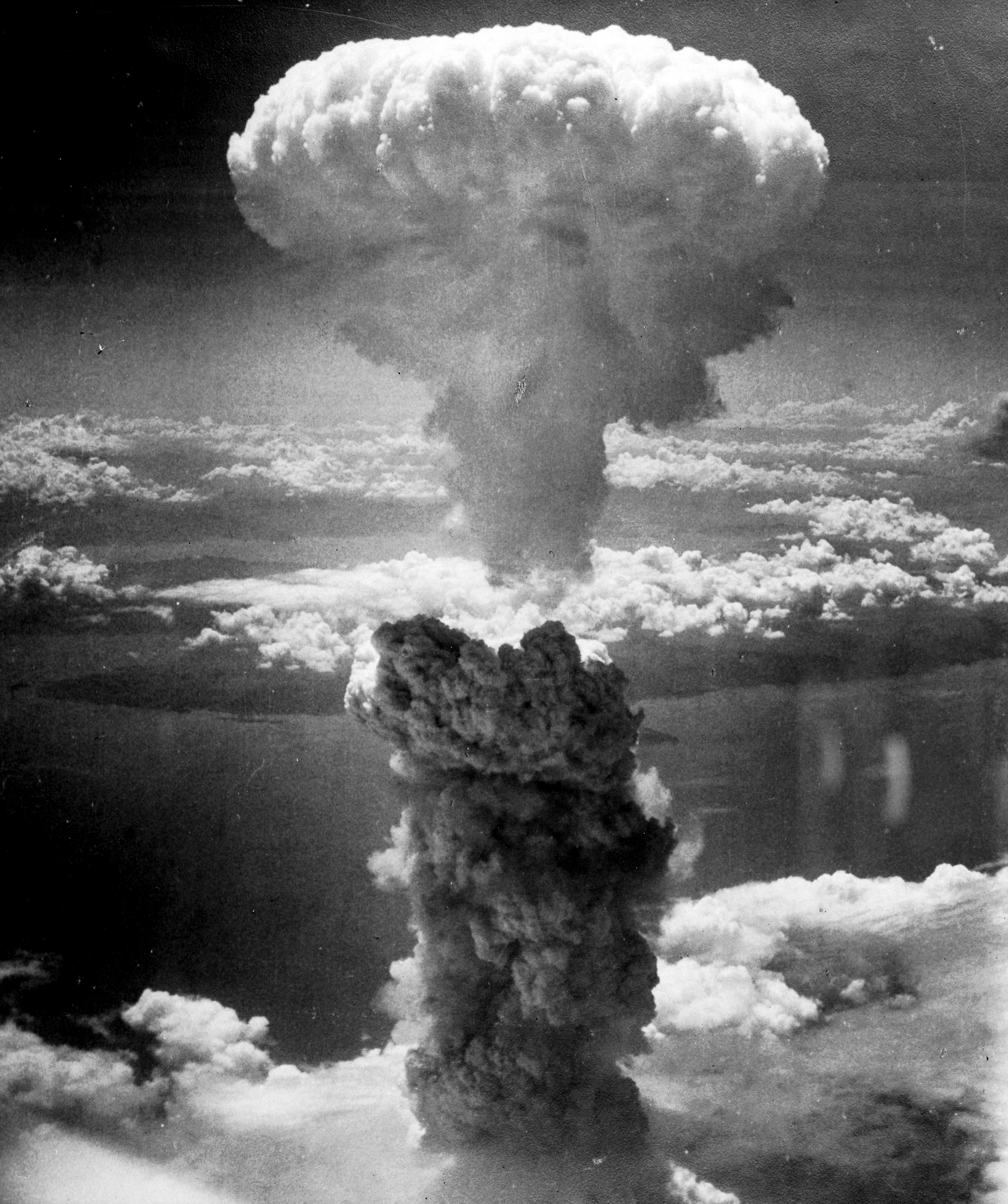
Trzecia Rzesza wygrała wojnę dzięki użyciu broni jądrowej

Trzy lata po wydarzeniach z Wolfenstein nazistom udało się opracować zaawansowaną technologię, dzięki której są w stanie odpierać siły aliantów. W lipcu 1946 roku kapitan William „BJ” Blazkowicz z amerykańskich oddziałów specjalnych w towarzystwie pilota Fergusa Reida i szeregowca Probsta Wyatta III bierze udział w alianckim rajdzie na twierdzę, a zarazem nazistowskie laboratorium badawcze prowadzone przez generała Wilhelma „Trupią Główkę” Strassego. Blazkowicz i jego kompani zostają pojmani, a Strasse zmusza protagonistę do wybrania, który z nich zostanie obiektem eksperymentów – Wyatt czy Reid. Blazkowiczowi i ocalałemu towarzyszowi udaje się uciec, jednak w wyniku wybuchu Blazkowicz zostaje zraniony odłamkiem w głowę i traci przytomność.
Blazkowicz trafia do polskiego szpitala psychiatrycznego w miejscowości Maławieś, gdzie przez czternaście lat przebywa w stanie wegetatywnym. Opiekuje się nim Ania Oliwa i jej prowadzący placówkę rodzice. Przez lata Blazkowicz obserwuje, jak Oliwowie regularnie zmuszani są przez nazistowskie władze do oddawania pacjentów, uznawanych przez nazistów za podludzi. Kiedy w 1960 roku naziści decydują się zamknąć zakład, zabijają rodziców Ani, którzy stawiają opór, sprzeciwiając się wymordowaniu pacjentów. Blazkowicz w tym czasie wybudza się ze stanu wegetatywnego, zabija nazistę mającego wykonać na nim egzekucję, a po wybiciu pozostałych opuszcza zakład z Anią.
Udają się do dziadków Ani, gdzie Blazkowicz dowiaduje się, że naziści wygrali wojnę, w 1948 roku spuszczając bombę atomową na Manhattan, zmuszając Stany Zjednoczone do kapitulacji i pojmując członków ruchu oporu. Blazkowicz przesłuchuje oficera pojmanego w zakładzie, dowiadując się, że najważniejsi członkowie ruchu oporu przetrzymywani są w więzieniu Eisenwald znajdującym się w Berlinie. Dziadkowie Ani przemycają Blazkowicza przez posterunek w Szczecinie, umożliwiając mu dostanie się na pociąg do Berlina. Podczas podróży pociągiem Ania i Blazkowicz rozpoczynają romans. Po przybyciu do stolicy Rzeszy Ania pomaga Blazkowiczowi dostać się do więzienia, skąd uwalnia on Fergusa lub Wyatta (w zależności kogo dany gracz uratował) i dociera do siedziby ruchu oporu, Kręgu z Krzyżowej, prowadzonego przez Caroline Becker, sparaliżowaną w wyniku obrażeń, jakich doznała w Isenstadt.
Ruch oporu przypuszcza atak na nazistowską placówkę badawczą w Londynie, bombardując ich bazę operacyjną oraz kradnąc tajne dokumenty i prototypy niewykrywalnych przez radary śmigłowców. Dokumenty ujawniają, że naziści wykorzystują technologię opracowaną przez starożytną organizację Da’at Jichud, która stworzyła m.in. broń energetyczną, sztuczną inteligencję i tzw. überbeton, co tłumaczy, jak nazistom udaje się tak szybko wznosić miasta. Z dokumentów wynika, że ktoś sabotuje jednak formułę überbetonu, przez co traci on swoje właściwości pod wpływem pleśni. Porównując czas sabotowania formuły z czasem aktywności bojowników ruch oporu ustala, że jest nim uwięziony w obozie pracy członek Da’at Jichud Set Roth. Blazkowicz zgadza się pod przykrywką przeniknąć do obozu, gdzie spotyka Seta, który wyjawia, że wraz z innymi żydowskimi naukowcami został wykorzystany przez nazistów do masowej produkcji robotów obronnych. Proponuje pomoc ruchowi oporu w zamian za zniszczenie obozu. Blazkowicz przystaje na propozycję i znajduje baterię do urządzenia dezaktywującego strzegące obóz roboty, ale zostaje pojmany. Odzyskuje przytomność przed oddziałem mającym dokonać egzekucji na nim i Secie. Set wykorzystuje swoje urządzenie, przejmując kontrolę nad robotami, dzięki którym Blazkowicz oswobadza pozostałych więźniów.
Roth wyjawia, że naziści odkryli kryjówki Da’at Jichud i dzięki ukrytym w nich zaawansowanym technologiom, o stulecia wyprzedzającym swoje czasy, w tak krótkim czasie dokonali ogromnego skoku technologicznego. Zgadza się wyjawić ruchowi oporu położenie jednej z takich kryjówek, ale dostanie się do niej wymaga u-boota. Blazkowicz porywa jedną z łodzi – jak się okazuje, Młot Ewy, okręt flagowy nazistowskiej marynarki podwodnej, wyposażony w głowicę nuklearną, do odpalenia której konieczne są kody z nazistowskiej placówki badawczej na Księżycu. Blazkowicz wykorzystuje technologię Da’at Jichud, czyli wykręcacz będący kulą niszczącą überbeton; przyjmuje tożsamość jednego z nazistowskich naukowców pracujących w placówce na Księżycu i infiltruje ją. Udaje mu się zdobyć kody, ale po powrocie na Ziemię odkrywa, że Strasse przypuścił atak na siedzibę ruchu oporu, pojmując niektórych jego członków.
Ruch oporu wykorzystuje kody i wykręcacz, aby zaatakować placówkę Strassego. Po odbiciu i uwolnieniu członków ruchu oporu Blazkowicz rusza do warsztatu Trupiej Główki. Okazuje się, że posiada on mózg żołnierza, którego Blazkowicz wybrał do uśmiercenia czternaście lat wcześniej, i umieszcza go w robocie. Po pokonaniu go i zniszczeniu mózgu zabija Trupią Główkę, odnosi jednak poważne obrażenia, uniemożliwiające mu udanie się do punktu zbornego. Blazkowicz rozkazuje ruchowi uporu wykorzystanie kodów i zniszczenie placówki. Po napisach końcowych słychać nadlatujący helikopter.

## Rozgrywka
Wolfenstein: The New Order to gra łącząca cechy dwóch gatunków – przygodowej gry akcji oraz first-person shootera. Gracz eliminuje przeciwników w lokacjach, których kolejność jest odgórnie narzucona przez fabułę.
Gra łączy w sobie elementy właściwe dla strzelanin klasycznych i współczesnych. Zdrowie odzyskiwane jest na dwa sposoby – tak jak we współczesnych strzelankach odnawiane jest automatycznie, gdy postać przez pewien czas nie odnosi obrażeń, ale jedynie do najbliższej wielokrotności liczby 20. Aby uzupełnić zdrowie całkowicie konieczne jest korzystanie z apteczek lub jedzenia, podobnie jak w strzelaninach z lat 90.
Kierowana przez gracza postać używa ataków wręcz, broni palnej, granatów i noży, mogąc biegać, skakać i – okazjonalnie – pływać. Prowadzić można zarówno otwartą wymianę ognia z przeciwnikami, jak i korzystać z broni do walki wręcz w celu cichej eliminacji przeciwników, co pozwala przejść niezauważonym i uniknąć wezwania przez wroga posiłków.
W walce korzystać można z systemu osłon, co daje graczowi przewagę taktyczną podczas walk i ułatwia skradanie się. Podobnie jak w klasycznych strzelaninach, postać nie ma ograniczonego arsenału broni – może nosić ich tyle, ile zdoła znaleźć. Większość broni, w tym karabiny maszynowe, można wykorzystywać w dwóch egzemplarzach jednocześnie – po jednym w każdej ręce. Możliwe jest również dostosowywanie broni poprzez wykorzystywanie ulepszeń, np. do karabinu szturmowego dołączyć wyrzutnię rakiet, a przecinarkę zamienić na karabin laserowy. Nową broń pozyskiwać można poprzez znajdowanie ich podczas eksploracji, zabieranie z ciał poległych wrogów lub odłączając od działek stacjonarnych i noszenie ze sobą, w tym ostatnim przypadku jednak liczba naboi jest ograniczona, a odłączonej broni nie można nosić ze sobą przez cały poziom. Amunicja uzupełniana jest ręcznie poprzez podnoszenie jej z ziemi lub zabieranie z ciał przeciwników.

## Produkcja
Po założeniu studia MachineGames jego pracownicy rozpoczęli analizowanie pomysłów na grę, a następnie próby zainteresowania nimi wydawców. W 2009 roku ZeniMax Media, właściciel MachineGames, nabył prawa do wszystkich tytułów id Software, w tym serii Doom, Quake i Wolfenstein. Bethesda Softworks, która uprzednio odrzuciła propozycję MachineGames, zasugerowała, że może stworzyć grę osadzoną w uniwersum którejś z franczyz zakupionych przez ZeniMax. MachineGames wyraziło zainteresowaniem stworzeniem nowej odsłony serii Wolfenstein. Pracownicy studia spotkali się z przedstawicielami id Software, którzy zaaprobowali ich pomysł na grę. W listopadzie 2010 roku sfinalizowano umowę, na mocy której MachineGames zdobyło prawa do stworzenia Wolfenstein: The New Order. Prace nad grą trwały około trzech lat.
Informacje o grze po raz pierwszy zostały przekazane opinii publicznej 7 maja 2013 roku, kiedy to Bethesda Softworks wypuściła zwiastun. Wcześniej Bethesda anonsowała zapowiedź opublikowaniem trzech grafik z podpisem „1960”. Mimo pierwotnego zamiaru wydania gry pod koniec 2013 roku ostatecznie premierę przesunięto na rok 2014, aby doszlifować projekt. Gra ukazała się 20 maja 2014 roku. Do wszystkich zamówień przedpremierowych dodany został kod uprawniający do zagrania w wersję beta Doom, gry id Software, która ukazała się w 2016 roku.

### Projekt
Pierwotną inspiracją dla The New Order były poprzednie odsłony serii. Starszy projektant Andreas Öjerfors stwierdził, że wcześniejsze części definiowały „superintenstywna i wciągająca walka” i aspekty przygodowe, dlatego MachineGames postawiło przede wszystkim na te elementy, określając projekt mianem „pierwszoosobowej przygody akcji”. Jak stwierdził  Öjerfors: „To motyw walki Dawida z Goliatem. BJ przeciwko imperium nazistów rozciągającemu się na cały świat”. Dodał również, że wiele zabiegów narracyjnych to po prostu wyolbrzymione elementy powiązane z Narodowosocjalistyczną Niemiecką Partią Robotników: „Przywódcy z przerośniętym ego, dziwne technologie, dziwne eksperymenty”. Według twórców, The New Order to „mroczne połączenie dramatu, kryminału i humoru”. Reżyser Jens Matthies wyjaśnił, że jego zespół „wziął historię bodaj najbardziej ikonicznej serii first-person shooterów i pchnął ją w dziwny, nowy świat”.
The New Order jest drugą, po wydanym w 2011 Rage, grą stworzoną na silniku id Tech 5. Pozwolił on na wygenerowanie zróżnicowanego środowiska z dużą ilością detali, jak również opracowywać grę równocześnie na różne platformy docelowe. Według Matthiesa główną zaletą silnika jest szybkość i szczegółowość, z kolei największą słabością dynamiczne oświetlenie, dodał jednak, że „z drugiej strony statyczne oświetlenie jest naprawdę super, masz więc do dyspozycji pełną metodę energetyczną, przy użyciu której można zrobić naprawdę niesamowicie wyglądające rzeczy”. Starszy grafik Axel Torvenius stwierdził, że główną inspiracją dla stylu graficznego były filmy z lat 60., w tym m.in. seria z Jamesem Bondem. Projekt lokacji nazistowskich inspirowany był estetyką nazistowskich budowli z końca II wojny światowej. W grze znalazł się także dodatkowy poziom, ukryty jako tzw. easter egg. Po położeniu się spać Blazkowicz ma koszmar, na który składa się pierwszy poziom z Wolfenstein 3D. Został on wiernie skopiowany z gry z 1992 roku, zastosowano w nim jednak mechanikę z The New Order.
W grze dostępny jest tylko tryb dla jednego gracza. Zespół deweloperski stwierdził, że podzielenie uwagi i środków na stworzenie zarówno trybu jedno-, jak i wieloosobowego, będzie mniej efektywne. Öjerfors zapytany o przyczynę braku trybu wieloosobowego odpowiedział: „Jeżeli każdą cząstkę energii i kroplę potu włoży się w stworzenie kampanii jednoosobowej, daje to środki pozwalające stworzyć coś naprawdę bardzo, bardzo fajnego, w przeciwieństwie do przeznaczenia części środków na stworzenie trybu wieloosobowego”. Producent wykonawczy Jerk Gustafsson dodał, że wybór stylu gry jest bliższy studiu, twierdząc, że MachineGames to „studio zajmujące się grami jednoosobowymi”.

### Postacie i świat gry
Zamiarem twórców było wykreowanie postaci zapewniających wyjątkowe doświadczenia z gry: „naszym nadrzędnym celem było stworzenie szeregu naprawdę interesujących postaci, z którymi chciałoby się współpracować”. Dążono także do tego, aby motywy i działania wszystkich postaci były jak najbardziej ludzkie, pozwalając graczowi dowiedzieć się „dlaczego ktoś robi to, co robi”. Według Matthiesa wszystkie postaci, zwłaszcza sojusznicy, zawierają w sobie coś z jego własnej osobowości: „są wyrazem czegoś stanowiącego część mnie i myślę, że ciekawie jest to zbadać”.
Postać gracza, William „BJ” Blazkowicz, jest również protagonistą poprzednich gier z serii Wolfenstein. Tworząc postać na potrzeby The New Order projektanci przyjrzeli się jej występom we wcześniejszych odsłonach, zdając sobie sprawę, że w żadnej z nich nigdy nie była ona tak naprawdę rozwijana; jak stwierdził Hines: „to po prostu koleś, którym sterujesz”. Twórcy stwierdzili, że chcieliby zbadać jego historię, co w późniejszym czasie stało się jednym z założeń gry. Jednym z pomysłów było umieszczenie Blazkowicza w niewygodnych dla niego sytuacjach. Podczas rozgrywki Blazkowicz wygłasza krótkie monologi, z których część ujawnia, że przez część z jego przeżyć ma traumę: „zawsze podobał nam się pomysł typowego bohatera akcji z zewnątrz, jednak bogatego i trudnego psychologicznie”. Jednym z głównych priorytetów było rozwinięcie postaci w taki sposób, żeby jednocześnie „ujawnić wszystko, co trzeba wiedzieć o Blazkowiczu tak Blazkowiczowi, jak i graczowi”. Według Matthiesa „nie wygląda to na trudne, ale prawie nikt nie stosuje tego zabiegu w grach”. Przed stworzeniem The New Order członkowie MachineGames, jeszcze w innych studiach, pracował głównie nad grami, w których protagonistami byli antybohaterzy, jednak id Software zażyczyło sobie, żeby Blazkowicza przedstawić inaczej. Zespół podjął próbę ukazania Blazkowicza jako postaci, z którą można się utożsamiać, ponieważ ich zdaniem gracze rzadko kiedy identyfikują się z bohaterami gier: „Celem nie jest stworzenie bohatera tak neutralnego, że gracz może wyobrażać sobie siebie w jego roli, ale takiego, że gracz będzie miał wrażenie, że jest nim”. Podjęto również próby „emocjonalnego zgrania” gracza z Blazkowiczem, wykorzystując do tego celu wybór moralny dokonany w prologu.
Główny antagonista, Wilhelm „Trupia Główka” Strasse, pojawił się już w Return to Castle Wolfenstein (2001) i Wolfensteinie (2009). Na potrzeby The New Order deweloperzy chcieli stworzyć zwieńczenie jego historii. Aby zrobić to w efektywny sposób, starali się przedstawić jego postać pod różnymi kątami: jako człowieka pełnego entuzjazmu, który zaczął doceniać życie dopiero po tym, jak nieomal stracił je w poprzedniej części.
Udzielający głosu Fergusowi Reidowi Gideon Emery określił swoją postać jako „twardego żołnierza, który zapewnia [Blazkowiczowi] wsparcie, ale jednocześnie daje mu popalić”. Według Matthiesa Fergus jest typem ojca, „zapewniającym tylko negatywne wsparcie”, z kolei Wyatt jest dla Blazkowicza, będącego jego obrońcą i mentorem, „swego rodzaju przybranym synem”, który zapewnia „pozytywne wsparcie”. Max Hass, wyraźnie opóźniony w rozwoju członek ruchu oporu, zainspirowany został postacią Garpa z powieści Świat według Garpa Johna Irvinga. Matthies stwierdził, że „Max był postacią najtrudniejszą do obsadzenia, bo wydaje się ona sprzeczna z intuicją: na papierze wygląda na prostego kolesia, ale od aktora wymaga ogromnego czasu i wysiłku, żeby się w niego wczuć”.

### Udźwiękowienie
Na potrzeby The New Order stworzono oryginalną ścieżkę dźwiękową, odzwierciedlającą alternatywną rzeczywistość przedstawioną w grze. „Chcieliśmy jakiejś identyfikacji z utworami popularnymi w latach 60., utożsamianych z nimi, przerobionymi na naszą modłę, ale w taki sposób, żeby brzmiały one autentycznie”. W grze znalazło się osiem oryginalnych utworów, a na potrzeby marketingowe nagrano trzy niemieckie wersje znanych piosenek. Przerobione piosenki nie pojawiają się w samej grze, ponieważ posiadacze praw autorskich nie wyrazili zgody na to, aby w jakikolwiek sposób powiązać je z nazizmem. W celu wypromowania autorskich piosenek Bethesda stworzyła fikcyjną wytwórnię Neumond Recording Company, wraz z tłem fabularnym dla zespołów wykonujących rzeczone utwory. Wśród utworów nagranych na potrzeby gry lub jej promocji znalazły się m.in. niemieckojęzyczna wersja „The House of the Rising Sun” inspirowanego wykonaniem The Animals, covery „Nowhere to Run” Martha and the Vandellas i „Boom Boom” Johna Lee Hookera czy parodie popularnych w latach 60. utworów i zespołów, jak np. „Mond, Mond, ja, ja” zespołu Die Käfer (Chrząszcz) – pochodzący z Liverpoolu zespół jest parodią The Beatles, z kolei utwór stylistycznie nawiązuje do twórczości liverpoolczyków.
Chociaż większość dialogów prowadzonych w grze odbywa się w języku angielskim, dla zachowania realizmu część z nich nagrana została w języku niemieckim i polskim. Jedyną wersją dubbingowaną, w której nie zachowano kwestii mówionych w języku polskim jest wersja niemiecka, w całości – z wyjątkiem zdania „Jestem William J. Blazkowicz” – nagrana po niemiecku. Także wycinki gazet odnajdowane przez Blazkowicza napisane są w języku kraju, z którego pochodzą – angielskim, polskim, niemieckim czy chińskim.

### Cenzura

Godło III Rzeszy – jeden z elementów usuniętych w niemieckiej wersji gry

Według niemieckiego prawa przedstawianie nazistowskich symboli na zabawkach stanowi złamanie prawa. Pete Hines, wiceprzewodniczący ds. PR-u i marketingu w Bethesdzie, stwierdził, że w przeciwieństwie do filmów i innych form sztuki gry komputerowe są traktowane jako zabawki, co wymusiło na producentach wprowadzenie pewnych zmian. Aby móc wydać grę na terenie Niemiec, przeznaczona na tamtejszy rynek wersja została ocenzurowana – symbole nazistowskie, takie jak swastyka III Rzeszy, emblematy NSDAP, Wehrmachtu czy SS, zostały zastąpione logotypami gry. Dodatkowo w niemieckim dubbingu słowo „nazizm” zostało zastąpione słowem „reżim”, a hitlerowskie pozdrowienie „Heil Hitler” zostało całkowicie usunięte – zamiast niego pojawiają się słowa nienawiązujące do nazizmu, ale pasujące do kontekstu sceny, w której padają. Dzięki zastosowaniu cenzury The New Order jest pierwszą odsłoną serii Wolfenstein, która oficjalnie trafiła na niemiecki rynek.

## Odbiór
Gra spotkała się z pozytywnym przyjęciem ze strony recenzentów. Średnia ocen w agregatorach waha się pomiędzy 79 a 84%. Recenzentom przypadły do gustu przede wszystkim koncept gry, warstwa narracyjna i system walki.
Krytycy pozytywnie wypowiadali się o systemie walki. Daniel Hindes z serwisu „GameSpot” stwierdził, że intensywność i zróżnicowanie walki zapewniła serii „oddech świeżego powietrza” i, jego zdaniem, spełnia nostalgiczne oczekiwania względem serii. David Jenkins z „Metra” określił system walki jako „naprawdę poważny”, stwierdzając, że jest on jednym z najlepszych w strzelaninach jednoosobowych. Chwalone zostały również elementy skradankowe. Hindes określił je jako „proste, ale efektywne” i wymienił wśród najlepszych elementów gry. Steve Boxer z „The Guardian” określił skradanie jako „przyzwoite”, z kolei Simon Miller z VideoGamer.com jako „satysfakcjonujące”.
Colin Moriartry z „IGN” za jeden z najlepszych elementów gry uznał narrację i postaci, stwierdzając, że dzięki nim gra „naprawdę błyszczy”. Jenkins również pochwalił fabułę, twierdząc, że taki miszmasz tonów jest „dziwny, ale wyraźnie zamierzony”. Matt Sakuraoka-Gilman z „Computer and Video Games” nazwał narrację „błyskotliwie napisaną, znakomicie zagraną i wysoce dopracowaną”. Recenzent serwisu „Kotaku” miał co do historii mieszane uczucia, pierwotnie uważając, że próby wywołania w graczu emocji są zbyt oczywiste, ale ostatecznie stwierdził, że są one satysfakcjonujące i „niezwykłe”. Pochwalił również postać Blazkowicza. Ryan Taljonick z „GamesRadar” również miał mieszane uczucia co do postaci, uważając Blazkowicza za interesującego, mając jednak wrażenie, że bohaterowie drugoplanowi zostali niedopracowani, przez co zapomina się o nich podczas gry. Matt Bertz z portalu „Game Informer” zauważył, że próby pogłębienia postaci Blazkowicza wydają się dziwne w zestawieniu z jego brutalnymi działaniami w innych częściach gry. Także Millerowi nie spodobała się narracja, którą określił jako „okropną”. Ludwig Kietzman z „Joystiq” skomentował, że drastyczne zmiany w narracji pojawiają się wtedy, kiedy gracz zmuszony jest do szukania amunicji. Według Stevena O’Donnella z programu Good Game dzięki temu ma się wrażenie, że po każdej walce postać „uzbraja się i łata”.
Wielu krytyków odniosło się do świata przedstawionego, w którym siły Osi wygrały II wojnę światową. Recenzenci „IGN” i „GameSpot” określili go jako „interesujący” i uważając za jeden z najlepszych elementów gry. Jason Hill z „The Sydney Morning Herald” nazwał koncepcję „wciągającą”, z kolei Owen Anslow z „Daily Mirror” „intrygującą”. Według Chrisa Cartera z „Destructoid” twórcy „poszli na całość”, poświęcając koncepcji wiele czasu.
W recenzji „GameSpot” chwalono oprawę wizualną, zaznaczając, że oddaje ducha epoki, a zarazem w efektywny sposób przedstawia alternatywne realia historyczne. Recenzent „GamesRadar” uznał, że projekt poziomów sprawia radość z sekwencji strzelanin, pochwalił również ich rozmiar, pozwalający na udział w dużych wymianach ognia, „mając swego rodzaju plan”. Z podobnych powodów poziomy spotkały się z uznaniem „Kotaku”, którego recenzent dodatkowo chwalił stopień ich szczegółowości. Liam Martin z „Digital Spy” miał mieszane uczucia, zaznaczając, że postaci są dobrze animowane, gra jest jednak „zaledwie połyskującym przykładem graficznego potencjału next-genów”. Alex Walker z „ABC” skrytykował oprawę graficzną, stwierdzając, że deweloperzy „skupili swoją uwagę” na innych aspektach gry.
Większość krytyków i komentatorów podziela opinię, że The New Order jest lepszy, niż spodziewano się po grze z serii Wolfenstein.  Jon Blyth z „Official Xbox Magazine” określił grę mianem „nieoczekiwanego klejnotu”, z kolei Walker z „ABC” stwierdził, że „nigdy nie spodziewał się mieć tyle radości z gry”. Recenzent „The Sydney Morning Herald” stwierdził, że dzięki The New Order seria Wolfenstein „ponownie jest liczącą się siłą”, z kolei w recenzji „Destructoid” określono, że gra „czyni cuda w celu znaczącego zrestartowania franczyzy, nie przekreślając historii opowiedzianych w poprzednich częściach”.
W 2016 roku Wolfenstein: The New Order został sklasyfikowany na 2. miejscu listy stu najlepszych strzelanek wszech czasów według redakcji serwisu „Gry-Online”.

### Sprzedaż
W tygodniu premiery The New Order stał się drugą, po Titanfall, najlepiej sprzedającą się grą 2014 roku w Wielkiej Brytanii. W pierwszym tygodniu gra zajęła pierwsze miejsce w brytyjskich zestawieniach sprzedaży. W Stanach Zjednoczonych gra była – kolejno – czwartą i siódmą najlepiej sprzedającą się grą w maju i czerwcu 2014 roku. Znalazła się również na piątym i czternastym miejscu najlepiej sprzedających się w maju i czerwcu gier dystrybuowanych cyfrowo na PlayStation 4. Podczas pierwszego tygodnia sprzedaży w Japonii wersje na PlayStation 3 i PlayStation 4 zajęły odpowiednio 15. i 18. miejsce, sprzedając się w ponad 11 tysiącach egzemplarzy. W czerwcu w Europie rozeszło się ponad 400 tysięcy egzemplarzy pudełkowych, generując ponad 21 milionów euro przychodu. W Polsce w tygodniu premiery The New Order był najchętniej kupowaną w Empikach grą na komputery osobiste i PlayStation 4 i piątą najchętniej kupowaną grą na PlayStation 3.

### Nagrody
Lista nagród i nominacji dla gry Wolfenstein: The New Order:
| Rok  | Plebiscyt                                                 | Kategoria                                       | Nominacja                  | Wynik       | Źródło  |
| ---- | --------------------------------------------------------- | ----------------------------------------------- | -------------------------- | ----------- | ------- |
| 2014 | Golden Joystick Awards 2014                               | Najlepszy moment                                | Wybór linii czasu          | nominacja   | [ 96 ]  |
| 2014 | Golden Joystick Awards 2014                               | Najlepsza narracja                              | Wolfenstein: The New Order | nominacja   | [ 96 ]  |
| 2014 | Golden Joystick Awards 2014                               | Gra roku                                        | Wolfenstein: The New Order | nominacja   | [ 96 ]  |
| 2014 | The Game Awards 2014                                      | Najlepsza narracja                              | Wolfenstein: The New Order | nominacja   | [ 97 ]  |
| 2014 | The Game Awards 2014                                      | Najlepsza strzelanka                            | Wolfenstein: The New Order | nominacja   | [ 97 ]  |
| 2014 | Press Play TV’s Game of the Year Awards 2014              | Najlepszy reboot                                | Wolfenstein: The New Order | wygrana     | [ 98 ]  |
| 2014 | Good Game Awards 2014                                     | Najlepsza gra                                   | Wolfenstein: The New Order | nominacja   | [ 99 ]  |
| 2014 | Kotaku Awards 2014                                        | Największe zaskoczenie roku – wybór czytelników | Wolfenstein: The New Order | 2. miejsce  | [ 100 ] |
| 2014 | Press Play TV’s Game of the Year Awards 2014              | Najlepsza nowa postać                           | Fergus Reid                | nominacja   | [ 101 ] |
| 2014 | Kotaku Awards 2014                                        | Gra roku na PC – wybór czytelników              | Wolfenstein: The New Order | 2. miejsce  | [ 102 ] |
| 2014 | USA Today’s Best of 2014                                  | Gra roku                                        | Wolfenstein: The New Order | 9. miejsce  | [ 103 ] |
| 2014 | Game Revolution’s Best of 2014 Awards                     | Najlepsza gra akcji                             | Wolfenstein: The New Order | nominacja   | [ 104 ] |
| 2014 | GameTrailers Best of 2014 Awards                          | Najlepsza strzelanka                            | Wolfenstein: The New Order | nominacja   | [ 105 ] |
| 2014 | Giant Bomb’s 2014 Game of the Year Awards                 | Największe zaskoczenie                          | Wolfenstein: The New Order | 2. miejsce  | [ 106 ] |
| 2014 | Ars Technica’s Best of 2014                               | Gra roku                                        | Wolfenstein: The New Order | 6. miejsce  | [ 107 ] |
| 2014 | Hardcore Gamer’s Best of 2014 Awards                      | Czarny koń roku 2014                            | Wolfenstein: The New Order | wygrana     | [ 108 ] |
| 2014 | Hardcore Gamer’s Best of 2014 Awards                      | Najlepsza strzelanka                            | Wolfenstein: The New Order | nominacja   | [ 109 ] |
| 2014 | Hardcore Gamer’s Best of 2014 Awards                      | Najlepsza gra na wiele platform                 | Wolfenstein: The New Order | nominacja   | [ 109 ] |
| 2014 | Polygon’s Games of the Year 2014                          | Gra roku                                        | Wolfenstein: The New Order | 2. miejsce  | [ 110 ] |
| 2015 | The Escapist Awards                                       | Najlepsza strzelanka                            | Wolfenstein: The New Order | nominacja   | [ 111 ] |
| 2015 | Classic Game Room Game of the Year Awards 2014            | Gra roku                                        | Wolfenstein: The New Order | wygrana     | [ 112 ] |
| 2015 | Eurogamer’s Reader’s Top 50 Games of 2014                 | Najlepsza gra komputerowa                       | Wolfenstein: The New Order | 10. miejsce | [ 113 ] |
| 2015 | New Game Network Game of the Year Awards 2014             | Najbardziej zapadająca w pamięć postać          | William „B.J.” Blazkowicz  | nominacja   | [ 114 ] |
| 2015 | New Game Network Game of the Year Awards 2014             | Most Improved Sequel                            | Wolfenstein: The New Order | nominacja   | [ 115 ] |
| 2015 | New Game Network Game of the Year Awards 2014             | Najlepsza strzelanka                            | Wolfenstein: The New Order | nominacja   | [ 116 ] |
| 2015 | Game Informer’s 2014 Reader Choice Awards                 | Gra roku                                        | Wolfenstein: The New Order | nominacja   | [ 117 ] |
| 2015 | Game Informer’s 2014 Reader Choice Awards                 | Najlepsza strzelanka                            | Wolfenstein: The New Order | 3. miejsce  | [ 118 ] |
| 2015 | IGN’s Best of 2014                                        | Najlepsza gra na konsolę PlayStation 3          | Wolfenstein: The New Order | nominacja   | [ 119 ] |
| 2015 | IGN’s Best of 2014                                        | Najlepsza gra na konsolę Xbox 360               | Wolfenstein: The New Order | nominacja   | [ 120 ] |
| 2015 | IGN’s Best of 2014                                        | Najlepsza gra na konsolę Xbox One               | Wolfenstein: The New Order | nominacja   | [ 121 ] |
| 2015 | IGN’s Best of 2014                                        | Najlepsza strzelanka                            | Wolfenstein: The New Order | nominacja   | [ 122 ] |
| 2015 | 18. D.I.C.E. Awards                                       | Najlepsza gra akcji                             | Wolfenstein: The New Order | nominacja   | [ 123 ] |
| 2015 | 14. National Academy of Video Game Trade Reviewers Awards | Gra akcji                                       | Wolfenstein: The New Order | nominacja   | [ 124 ] |
| 2015 | IGN AU Black Beta Select Awards 2014                      | Najlepszy projekt graficzny                     | Wolfenstein: The New Order | nominacja   | [ 125 ] |
| 2015 | IGN AU Black Beta Select Awards 2014                      | Najlepsza narracja                              | Wolfenstein: The New Order | nominacja   | [ 125 ] |
| 2015 | IGN AU Black Beta Select Awards 2014                      | Najlepsza gra na PC                             | Wolfenstein: The New Order | nominacja   | [ 125 ] |
| 2015 | IGN AU Black Beta Select Awards 2014                      | Najlepsza gra na konsole                        | Wolfenstein: The New Order | nominacja   | [ 125 ] |
| 2015 | IGN AU Black Beta Select Awards 2014                      | Gra roku                                        | Wolfenstein: The New Order | nominacja   | [ 125 ] |
| 2015 | 15. Annual Game Developers Choice Awards                  | Najlepsza technologia                           | Wolfenstein: The New Order | nominacja   | [ 126 ] |
| 2015 | South by Southwest Gaming Awards                          | Doskonałe osiągnięcie w narracji                | Wolfenstein: The New Order | nominacja   | [ 127 ] |

## Dodatek i kontynuacja
5 maja 2015 Bethesda Softworks wydała dodatek do gry, zatytułowany Wolfenstein: The Old Blood, którego akcja została umiejscowiona w Bawarii w 1946 roku. 22 września 2015 roku w wywiadzie dla programu Dzień Dobry TVN użyczająca głosu Ani Oliwie Alicja Bachleda-Curuś ujawniła, że pracuje nad kontynuacją gry, której produkcja zajmie jeszcze około dwóch lat. Podczas targów Electronic Entertainment Expo 2016, Bethesda w filmie inaugurującym swoją konferencję prasową zawarła ukryty przekaz sugerujący, że kontynuacja może nosić podtytuł The New Colossus. 12 czerwca 2017 roku, podczas targów Electronic Entertainment Expo 2017, oficjalnie zapowiedziano kontynuację, Wolfenstein II: The New Colossus. Gra ukazała się 27 października 2017.

## Obsada
Źródło: Napisy końcowe gry

- Brian Bloom – William „BJ” Blazkowicz
- Alicja Bachleda-Curuś – Ania Oliwa
- Dwight Schultz – Wilhelm „Trupia Główka” Strasse
- Kaspar Eichel – Wilhelm „Trupia Główka” Strasse (kwestie w języku niemieckim)
- A.J. Trauth – Probst Wyatt III
- Gideon Emery – Fergus Reid
- Bonita Friedericy – Caroline Becker
- Mark Iwanir – Set Roth
- Alex Solowitz – Max Hass
- Nina Franoszek – Frau Engel
- Erik LaRay Harvey – Bombate
- Ian Paul Cassidy – Bobby Bram
- Thomas Mikusz – Hans „Bubi” Winkle
- Aleksandra Kaniak – Róża Oliwa
- Jack Dimich – Krzysztof Oliwa
- Heiko Obermöller – Keller